# Kampánské souostroví
Kampánské souostroví (italsky Arcipelago Campano, zvané též Isole Partenopee) je souostroví v Tyrhénském moři v jihozápadní Itálii. Skládá se z pěti významnějších ostrovů, jimiž jsou Capri, Ischia, Nisida, Procida a Vivara, a z dalších menších ostrůvků. Souostroví je součástí metropolitního města Napoli (Neapol) v regionu Kampánie.